# Piggy (film)
Pour plus de détails, voir Fiche technique et Distribution.
Piggy (Cerdita) est un film d'horreur psychologique écrit et réalisé par Carlota Martínez-Pereda, sorti en 2021.

## Fiche technique
Sauf indication contraire, les informations mentionnées dans cette section peuvent être confirmées par la base de données cinématographiques IMDb,  présente dans la section « Liens externes ».
- Titre original : Cerdita
- Titre francophone : Piggy
- Réalisation : Carlota Martínez-Pereda
- Scénario : Carlota Martínez-Pereda
- Musique : Olivier Arson
- Photographie : Rita Noriega
- Montage : David Pelegrín
- Costumes : Arantxa Ezquerro
- Production : Merry Colomer
  - Coproducteur : David Atlan Jackson et Joel Thibout
  - Producteur délégué : Pilar Benito
  - Producteur associé : María López Soler
- Sociétés de production : Backup Films et Morena Films
- Société de distribution : Backup Films et Charades
- Pays de production :  Espagne
- Langue originale : espagnol
- Format : couleur — 2,35:1
- Genre : Thriller horrifique
- Durée : 90 minutes
- Dates de sortie :
  - États-Unis : 
    - 25 janvier 2021 (Festival du film de Sundance), 14 octobre 2022 (sortie nationale)

  - Espagne : 
    - 19 septembre 2022 (Festival de Saint-Sébastien)
    - 14 octobre 2022 (sortie nationale)

  - France : 2 novembre 2022

## Distribution
- Laura Galán : Sara
- Richard Holmes : Desconocido
- Carmen Machi : la mère de Sara
- Claudia Salas : Maca
- Irene Ferreiro Garcia : Claudia
- José Pastor : Pedro
- Camille Aguilar : Roci
- Fernando Delgado : Juancarlitos
- Pilar Castro : Elena

## Distinctions

### Récompenses
- Goyas 2023 : Meilleur espoir féminin pour Laura Galán
- Festival du film espagnol Cinespaña de Toulouse 2022 : Prix de la meilleure interprétation féminine pour Laura Galán[1]

### Nominations
- Prix Feroz 2023
  - Meilleur réalisateur
  - Meilleure actrice pour Laura Galán
  - Meilleure actrice dans un second rôle pour Carmen Machi
  - Meilleur scénario
  - Meilleure bande annonce
  - Meilleure affiche
- Platino 2023
  - Meilleure actrice pour Laura Galán
  - Meilleure actrice dans un second rôle pour Carmen Machi